# Sky Multichannels
Sky Multichannels var ett paket med analoga, tidigare fria, kanaler från British Sky Broadcasting som fanns från den 1 september 1993 fram tills British Sky Broadcasting upphörde med analoga sändningar den 27 september 2001.
Kanalerna blev betalkanaler, och samma dag krypterades Sky 1, och kunde inte längre ses utanför Storbritannien och Republiken Irland. Inuti Storbritannien flödade dock piratkorten som aldrig förr, och Sky kallade TV-piraterna för tjuvar.

### Fotnoter
1. ↑  Geoff Bains (11 december 2008). ”Celebrating 20 years of UK satellite TV” (på engelska). Techradar. http://www.techradar.com/news/television/celebrating-20-years-of-uk-satellite-tv-493729. Läst 19 februari 2017.